# Call of Duty: L'ora degli eroi
Call of Duty: L'ora degli eroi (Call of Duty: Finest Hour) è un videogioco di guerra del tipo sparatutto in prima persona, spin-off della serie Call of Duty, pubblicato nel 2004 dalla Activision per le console PlayStation 2, GameCube e Xbox.
Le ambientazioni risalgono al periodo della seconda guerra mondiale dove, svolgendo varie missioni, si utilizzeranno numerose armi, tra cui i carri armati.

## Modalità di gioco

### Personaggi giocabili
- Soldato semplice Alexsandr Sokolov: Sokolov è un ragazzo che sognava di aprire un negozio di orologi e mettere su famiglia. Ma dopo l'invasione tedesca si unisce all'Armata Rossa, e viene assegnato a Stalingrado. Finisce col non avere un fucile ma a portare munizioni per il suo compagno, il sergente Puskov. Dopo aver combattuto insieme nella città in rovina, Puskov viene ucciso da un cecchino tedesco. Sokolov quindi incontra Tanya Pavelovna, un cecchino che combatte anche lei in città. Ad un certo punto sembra che Tanya venga uccisa da un colpo di un carro armato nemico all'inizio della prima missione di Nikolai. Ma alla fine della missione si vedranno Alexsandr e altri soldati portare Tanya su una brandina.
- Tenente Tanya Pavelovna: Tanya è una ragazza russa come tante. Quando il suo villaggio viene catturato dai tedeschi, i suoi genitori vengono uccisi e lei si unisce all'Armata Rossa come tiratore scelto, uccidendo quattro tedeschi. Questo fatto viene notato dai suoi comandanti che decidono di mandarla a Stalingrado. Più avanti incontra Alexsandr Sokolov, che diviene suo subalterno. Più avanti nel gioco sembra che venga uccisa assieme ad Alexsandr dal fuoco di un Panzer IV, che spara nell'edificio nel quale si trovano, ma si ferisce soltanto. Infatti la si vedrà più avanti in una barella nel quartier-generale del Generale Belov.
- Tenente/Maggiore Nikolai Badanov: Nikolai è un ingegnere che ha lasciato moglie e figlio ai parenti per unirsi all'Armata Rossa. È stato assegnato all'equipaggio di un carro armato a causa del suo passato da meccanico e della sua abilità con i motori. Interpretando il Tenente Badanov e il suo equipaggio si guiderà un T-34 attraverso Stalingrado e si assalirà l'aeroporto di Tatsinskaya durante l'operazione Saturnino. Nikolai diventerà Maggiore per la sua audacia.
- Sergente Edward Carlyle: insegnante di chimica britannico, Carlyle si è unito all'esercito inglese in un commando ed è diventato parte del PPA (Popski's Private Army). In questa unità di commando è stato assegnato alla demolizione a causa della sua esperienza con materiale chimico. Carlyle aiuta il suo commando a radere al suolo un villaggio occupato dai Tedeschi chiamato Matmata e difendendo una fortezza di montagna Britannica.
- Sergente/Tenente Chuck Walker: Walker è un membro del US First Army, e della First Infantry Division (Big Red One). Ha preso parte all'invasione della Normandia e della Sicilia, e ha combattuto in Nordafrica contro Rommel. In Francia viene incaricato di catturare Aquisgrana (nel gioco vieni chiamata Aechen, il suo nome in tedesco), la prima grande città tedesca a cadere in mani alleate. Walker è promosso a Tenente per il servizio reso durante la presa della città. Walker e la sua squadra catturano il ponte sul Reno a Remagen.
- Sergente Sam Rivers: è un afro-americano che comanda un piccolo battaglione di carri armati, a causa della sua bravura e quella dei suoi compagni (anch'essi afro-americani) è stato promosso a Sergente. La sua unica missione lo vede operare su di uno Sherman nell'aiutare a respingere l'assalto tedesco a Bastogne, lo si vedrà l'ultima volta sullo stesso ponte sul Reno, a Remagen, della missione con Chuck Walker.

## Doppiaggio
La voce del sergente Starkey, nella versione originale, è stata data da Brian Johnson, storico cantante degli AC/DC.